# Негритянский погром в Чикаго (1919)

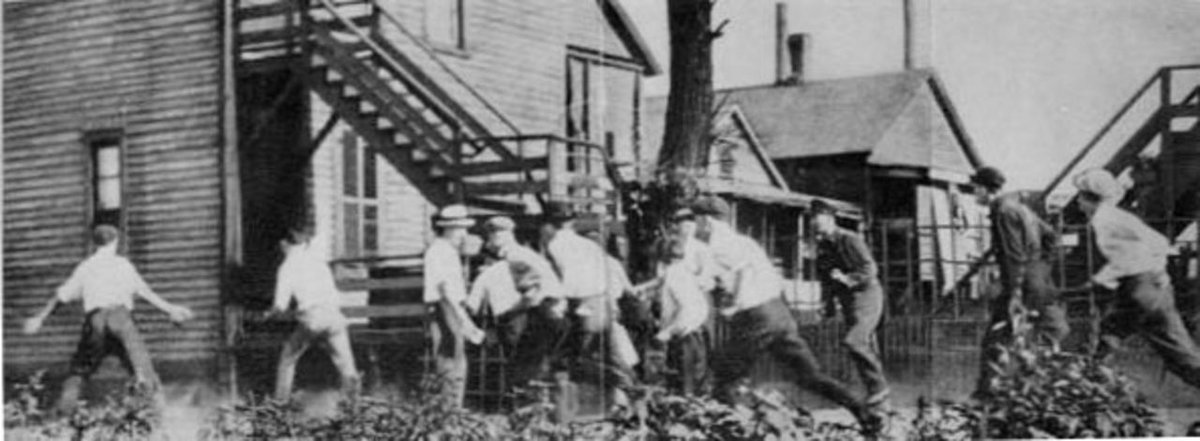
Белые в поисках негров.

Массовые беспорядки в Чикаго — массовые беспорядки в Чикаго США, в 1919 году, возникшие на почве межрасового конфликта, продолжались с 27 июля по 3 августа. Крупнейшие из беспорядков «Красного лета». За время беспорядков было убито 38 человек (15 белых и 23 черных), 537 получили ранения.
На городских пляжах Чикаго существовала неофициальная система расовой сегрегации. 27 июля 1919 года чернокожие попытались занять часть пляжа, отведённую для белых, что привело к драке. В то же время белый мужчина стал бросать камни в чернокожих, плававших на плоте по озеру и пересёкших границу, которая разделяла воду на зоны для купания белых и чёрных. Молодому негру Юджину Уильямсу один из камней попал в лоб. Уильямс запаниковал и утонул. Белый полицейский, к которому обратился свидетель-негр, отказался арестовать убийцу и арестовал самого свидетеля за мелкое правонарушение. Действия полицейского вызвали возмущения у чернокожих жителей, начались взаимные нападения белых и чёрных жителей города.
Беспорядки распространились по всему городу. Белые останавливали и опрокидывали общественный транспорт, избивая чёрных пассажиров. По ночам на районы, населённые неграми, совершались нападения с поджогами домов и убийствами. Чернокожие сопротивлялись и нападали на белых. Полиция преимущественно была на стороне белых.
Беспорядки прекратились после того, как по приказу губернатора штата в город была введена Национальная гвардия — 6 тысяч солдат — немедленно приступившая к активным действиям. В результате беспорядков погибло 38 человек (из них 23 чёрных), было ранено 537 (из них 342 чёрных) человек. Более тысячи чёрных потеряли свои жилища из-за пожаров. Расследование событий взял под свой контроль прокурор штата Иллинойс Э. Брендаж. По итогам расследования, 4 августа 1919 года 17 зачинщиков из числа чернокожих были повешены. В другом источнике указано что после расследования «по обвинению в мятеже 11 афроамериканцев были казнены на электрическом стуле и около 70 брошены в тюрьму»; белых же зачинщиков мятежа, по утверждению полиции, не удалось обнаружить и, соответственно, привлечь к ответственности.
В погромах принимала участие организация Hamburg Athletic Club, одним из членов которой был 17-летний Ричард Джозеф Дэйли (Richard J. Daley), ставший затем её руководителем. Позднее, в 1955—1976 годах Дэйли был мэром Чикаго.